# Andrias Høgenni
Andrias Høgenni (født 28. oktober 1988) er en færøsk filminstruktør fra Tórshavn. Før han startede på filmskole i Danmark, fik han erfaringer fra Færøerne, da han var med til at lave udsendelser til det færøske fjernsyn, der kaldes Agurk. I 2012 blev han uddannet fra den alternative danske filmskole 18 Frames. Hans afslutningsprojekt Timerne med Christine blev vist ved Odense Internationale Film Festival i 2013. Derefter lavede han kortfilmene Eina, og Det Mand Ikke Taler Om. Filmen Det Mand Ikke Taler Om var en del af et projekt, hvor det var meningen at sætte fokus på det, at mænd bliver voldtaget. Efter planen skal filmen fremover vises til diskussionsforum og bruges til undervisning. Filmen er produceeret af El Cine Production med støtte fra Fynske Filmfortællinger, og derudover er filmen et samarbejde mellem Odense Filmværksted, Syddansk Universitet, Kulturregion Fyn og Det Danske Filminstitut.
Høgenni er bestyrelsesmedlem af Føroysk Filmsfólk. Han er uddannet bachelor i medievidenskab fra Syddansk Universitet i 2013. I 2018 blev han uddannet filminstruktør fra den alternative filmskole Super16. Hans afgangsfilm fra Super16, Ikki illa meint, vandt den færøske filmpris Geytin og Canal+ Award i Semaine de la Critique i Cannes i maj 2019.
Flere af hans kortfilm har været nomineret til den færøske filmpris Geytin, og i 2015 vandt han hovedprisen med filmen Stina Karina. Han vandt også hovedprisen ved Geytin i 2016 og 2019. Vindere af Geytin får en statuette, et hædersbevis samt 30.000 kroner.
I januar 2016 modtog han Pris til ung kunstner fra Færøernes landsstyre, prisen er en del af de priser der uddeles en gang om året og samlet kaldes Mentanarvirðisløn Landsins (Færøernes Kulturpriser).

## Film

### Kortfilm
- Imens bladene falder, 2010
- Harmoni, 2012
- Timerne med Christine, 2013
- Eina, 2013
- Det Mand Ikke Taler Om, 2014
- Kom og dansa, 2015
- Stina Karina, 2015 (vandt hovedprisen Geytin ved den årlige Geytin i Tórshavn den 11. dec. 2015)
- Et knæk, 2016 (vandt begge færøske filmpriser ved Geytin i Nordens Hus i Tórshavn 11. dec. 2016, Geytin samt tilskuerprisen)
- Ikki illa meint, 2018 (vandt hovedprisen ved Geytin i Nordens Hus i Tórshavn 22. februar 2019)

## Hæder
- 2014 - Blev nomineret til Årets Talent 2014 fra Odense Filmværksted
- 2014 - To af hans film, Det Mand Ikke Taler Om og Kom og dansa, blev nomineret til den færøske filmpris Geytin i 2014.
- 2015 - Vandt Geytin for kortfilmen Stina Karina
- 2015 - Modtog Pris til ung kunstner fra det færøske landsstyre (Mentanarvirðislønir Landsins)
- 2016 - Vandt to priser ved Geytin, en årlig filmfestival på Færøerne for kortfilm. Han vandt for kortfilmen Et knæk.[9]
- 2019 - Vandt hovedprisen ved Geytin i Nordens Hus i Tórshavn 5. februar 2019 for kortfilmen Ikki illa meint (2018).
- 2019 - Vandt Canal+ Award í Semaine de la Critique for filmen Ikki illa meint (2018)[10][11]